# ペッカ・クーシスト
ペッカ・クーシスト（Pekka Kuusisto、1976年10月7日 - ）は、エスポー生まれのフィンランドのヴァイオリニスト、指揮者、作曲家である。

## 経歴
1976年、エスポーで生まれた。祖父は作曲家兼オルガニスト、父はオペラも作曲するジャズミュージシャン、母は音楽教師という音楽一家に生まれた。
3歳でヴァイオリンをはじめる。東ヘルシンキ音楽院でGeza Szilvayに師事する。1983年にヘルシンキのシベリウスアカデミーに入学し、1985年にTumas Haapanenに師事。1992年から1996年までインディアナ大学でMiriam FriedやPaul Bissらに師事した。
1995年、フィンランド人として初めてシベリウス国際ヴァイオリンコンクールで優勝し、併せてシベリウスヴァイオリン協奏曲のベストパフォーマンス賞を受賞。
作曲家としては、ムーミン谷のなかまたちの作曲メンバーの一人である。

## 使用楽器
使用ヴァイオリンはストラディバリウス、1709年クレモナ製のScotta。

## 演奏スタイル
現在の演奏スタイルは大きく3つに大別される。
1. 自身がソリストまたはコンサートマスターとなり、指揮者なしでオーケストラをリーディングする（バロック、古典派作品に多い）
2. 自身はヴァイオリンを演奏せず、指揮者に専念する（現代音楽作品に多い）
3. ソリストとして、指揮者ありのオーケストラとともにヴァイオリン協奏曲を協演する（ロマン派、現代音楽作品に多い）。

ヴァイオリンのためのソロ作品を演奏する機会は稀である。

## 家族・親族
- 兄：ヤーッコ・クーシストもヴァイオリニスト、指揮者、作曲家。